# Jimmy Milisavljević
Jimmy Milisavljević (15 de abril de 1951) é um ex-futebolista australiano que atuava como goleiro.

## Carreira
Milisavljević competiu na Copa do Mundo FIFA de 1974, sediada na Alemanha, na qual a seleção de seu país terminou na décima quarta colocação dentre os 16 participantes.